# Angelic Symphony
「Angelic Symphony」（エンジェリック・シンフォニー）は、佐藤ひろ美（佐藤裕美名義）の楽曲。上松範康が作詞・作曲を手掛けた。佐藤のメジャー2枚目、および通算6枚目のシングルとして2004年6月25日にb-fairy recordsから発売された。

## 概要
佐藤のシングルとしては前作「パステルカラーの奇跡」以来、約6か月ぶりのリリースとなる。また、ブロッコリーに移籍後初となる作品。
表題曲はPC用ゲームソフト『GALAXY ANGEL Eternal Lovers』のオープニングテーマ、カップリング曲は同ゲームのエンディングテーマにそれぞれ使用された。佐藤にとって美少女ゲーム（アダルトゲーム）以外のタイアップは本作が初めてである。佐藤は、「Angelic Symphony」と「みずいろ」（PCゲーム『みずいろ』の主題歌）を自身の歌手活動の「ターニングポイントとなった2曲」と考えている。
カップリング曲の「Eternal Love 2004」は原作ゲームのオープニングテーマ「Eternal Love 〜光の天使より〜」のカバー曲となっている。

## チャート成績
初週2,613枚を売り上げ、2004年7月5日付オリコン週間シングルランキングで初登場55位を獲得した。チャート登場回数は10回。累計11,859枚のセールスを記録した。

## シングル収録内容
| #         | タイトル                       | 作詞      | 作曲      | 編曲      | 時間  |
| --------- | ------------------------------ | --------- | --------- | --------- | ----- |
| 1.        | 「Angelic Symphony」           | 上松範康  | 上松範康  | 藤間仁    | 4:09  |
| 2.        | 「Eternal Love 2004」          | 森ユキ    | 坂本裕介  | 坂本裕介  | 5:13  |
| 3.        | 「Angelic Symphony」(karaoke)  |           |           |           | 4:09  |
| 4.        | 「Eternal Love 2004」(karaoke) |           |           |           | 5:11  |
| 合計時間: | 合計時間:                      | 合計時間: | 合計時間: | 合計時間: | 18:42 |

## 収録アルバム
| 曲名              | 収録アルバム                                      | 発売日         | 備考                                  |
| ----------------- | ------------------------------------------------- | -------------- | ------------------------------------- |
| Angelic Symphony  | Angelica                                          | 2005年2月24日  |                                       |
| Angelic Symphony  | ギャラクシーエンジェル ベストアルバム2 "二番煎じ" | 2005年4月22日  | Cosmic Euro mixとして収録             |
| Angelic Symphony  | メリー!メリーゴーランド                           | 2009年2月4日   | Humming ALive Versionとして収録       |
| Angelic Symphony  | ギャラクシーエンジェル ベスト                     | 2009年3月25日  |                                       |
| Angelic Symphony  | 佐藤ひろ美 THE BEST -Sky Blue-                    | 2010年9月22日  |                                       |
| Eternal Love 2004 | Eternal Love 大全集（愛）                         | 2005年9月29日  | オリジナルとSoul&Groove Mixとして収録 |
| Eternal Love 2004 | Eternal Love 大全集（永）                         | 2008年11月26日 | オリジナルとSoul&Groove Mixとして収録 |

## 収録ライブ映像
- 『SUPER GameSong LIVE 2012 -NEW GAME-』（2013年2月27日、5pb.）